# Euproctis benguetana
Euproctis benguetana är en fjärilsart som beskrevs av Shultze 1910. Euproctis benguetana ingår i släktet Euproctis och familjen tofsspinnare. Inga underarter finns listade i Catalogue of Life.